# Smrčí (Záhoří)
Smrčí je vesnice, část obce Záhoří v okrese Semily. Nachází se asi 1,5 kilometru severně od Záhoří. Vesnicí protéká Mlýnský potok. Ve Smrčí se nalézá sídlo obecního úřadu Záhoří.
Smrčí leží v katastrálním území Smrčí u Semil o rozloze 3,63 km². V katastrálním území Smrčí u Semil leží i Dlouhý.

## Historie
První písemná zmínka o vesnici pochází z roku 1543.
Roku 1903 byl ve Smrčí vykopán poklad stříbrných mincí z let 1573–1620 a renesanční stříbrný pás, zakopaný za třicetileté války. Obojí bylo předáno do sbírek Národního muzea v Praze.

## Pamětihodnosti
- Kaplička svaté Rodiny z první poloviny 19. století
- Pískovcový kříž s ukřižovaným Kristem ze druhé poloviny 18. století (na křižovatce v severní části vsi před chalupou čp. 26)
- Bývalá sokolovna
- Bývalá škola (dnes sídlo obecního úřadu Záhoří a Galerie Miroslava Hrachy, železnobrodského malíře a sochaře)
- Četné obytné i hospodářské stavby lidové architektury
- Geologickou zajímavostí je činný lom na bazanit s výskytem xenolitů (severně a severovýchodně od vsi). Mineralogicky je zajímavý výskytem olivínu.[6]